# Lituania en los Juegos Paralímpicos
Lituania en los Juegos Paralímpicos está representada por el Comité Paralímpico Lituano, miembro del Comité Paralímpico Internacional.
Ha participado en nueve ediciones de los Juegos Paralímpicos de Verano, su primera presencia tuvo lugar en Barcelona 1992. El país ha obtenido un total de 37 medallas en las ediciones de verano: 6 de oro, 12 de plata y 19 de bronce.
En los Juegos Paralímpicos de Invierno ha participado en una sola edición, Lillehammer 1994, sin conseguir ninguna medalla.

## Medallero

### Por edición
| Evento              | Oro | Plata | Bronce | Total |
| ------------------- | --- | ----- | ------ | ----- |
| Barcelona 1992      | 0   | 4     | 3      | 7     |
| Atlanta 1996        | 3   | 2     | 6      | 11    |
| Sídney 2000         | 0   | 2     | 1      | 3     |
| Atenas 2004         | 1   | 1     | 5      | 7     |
| Pekín 2008          | 0   | 2     | 0      | 2     |
| Londres 2012        | 0   | 0     | 0      | 0     |
| Río de Janeiro 2016 | 2   | 1     | 0      | 3     |
| Tokio 2020          | 0   | 0     | 3      | 3     |
| París 2024          | 0   | 0     | 1      | 1     |
| TOTAL               | 6   | 12    | 19     | 37    |

| Evento           | Oro | Plata | Bronce | Total |
| ---------------- | --- | ----- | ------ | ----- |
| Lillehammer 1994 | 0   | 0     | 0      | 0     |
| 1998 – 2022      | –   | –     | –      | –     |
| TOTAL            | 0   | 0     | 0      | 0     |

### Por deporte
Deportes de verano
| Evento    | Oro | Plata | Bronce | Total |
| --------- | --- | ----- | ------ | ----- |
| Atletismo | 5   | 9     | 13     | 27    |
| Golbol    | 1   | 2     | 1      | 4     |
| Judo      | 0   | 0     | 4      | 4     |
| Natación  | 0   | 1     | 1      | 2     |
| TOTAL     | 6   | 12    | 19     | 37    |